# LIGO

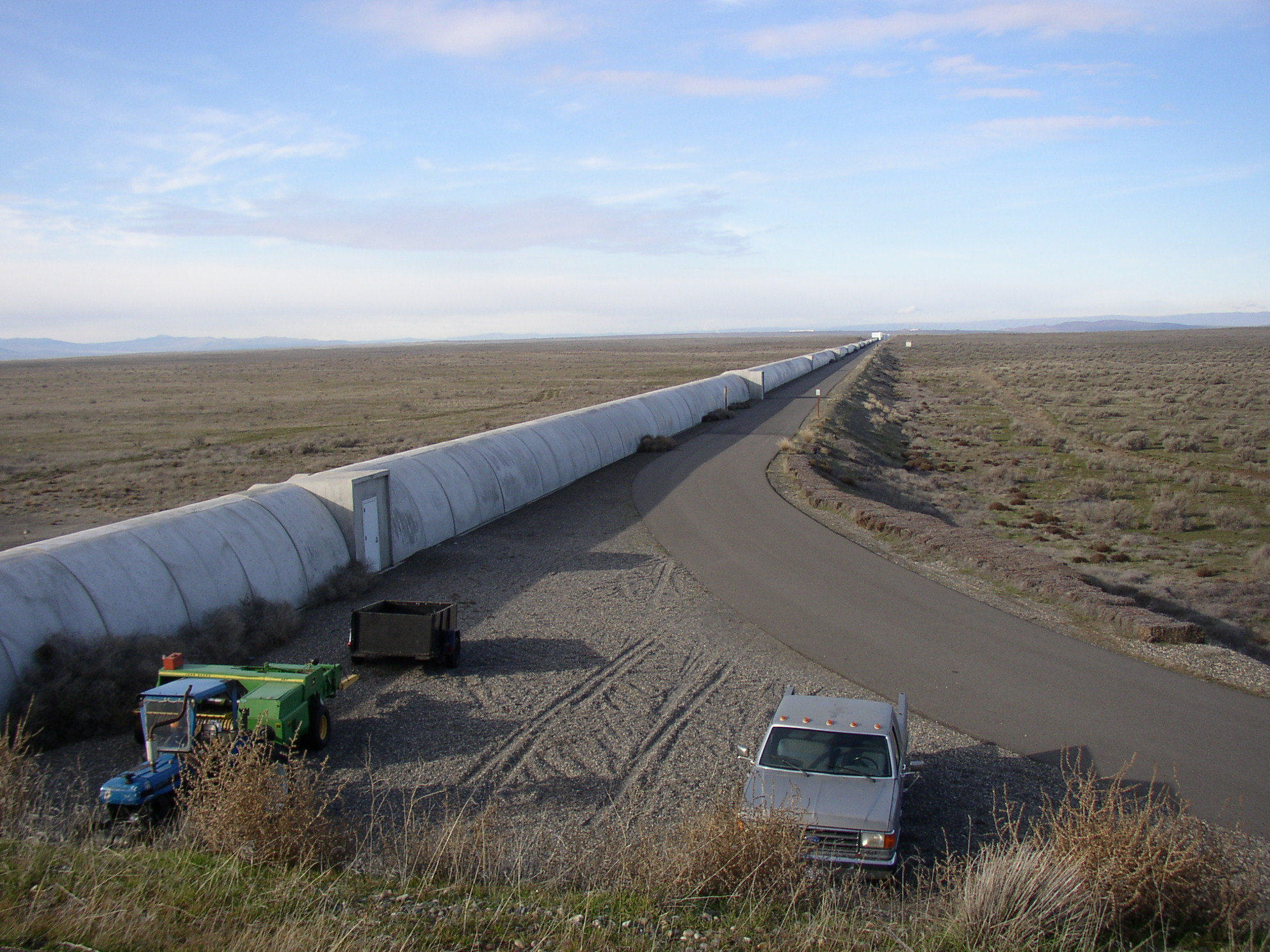
Esterno del tunnel di LIGO ad Hanford.

LIGO, acronimo di Laser Interferometer Gravitational-Wave Observatory (osservatorio interferometro
laser delle onde gravitazionali), è un osservatorio statunitense ideato per il rilevamento delle onde gravitazionali. Fondato nel 1984 da Kip Thorne, Rainer Weiss. LIGO è un progetto congiunto tra scienziati del California Institute of Technology (Caltech) e del Massachusetts Institute of Technology (MIT), sponsorizzato dalla National Science Foundation (NSF). La sua costruzione iniziò nel 2002 con un finanziamento iniziale di 365 milioni di dollari ed era, all'epoca, il più grande e più ambizioso progetto mai finanziato dal NSF.
Il progetto LIGO ha valso a Thorne, Weiss, insieme a Barry Barish successivamente subentrato nel gruppo, il Premio Nobel per la fisica nel 2017.

## Storia
Il progetto LIGO si basa sul lavoro di numerosi scienziati che cercarono di definire un esperimento per valutare una parte della teoria della relatività di Einstein, l'esistenza delle onde gravitazionali. A partire dagli anni sessanta del Novecento, scienziati statunitensi, tra cui Joseph Weber, e sovietici, Mikhail Evgen'evich Gertsenshtein e Vladislav Ivanovich Pustovoyt (Михаил Евгеньевич Герценштейн e Владислав Иванович Пустовойт) posero le basi teoriche ed i primi prototipi di uno strumento basato sull'interferometria laser per il rilevamento delle onde gravitazionali..
Nel 1967 Rainer Weiss del MIT pubblicò un'analisi per l'utilizzo di un interferometro laser ed iniziò la costruzione di un prototipo grazie a sovvenzioni per la difesa, ma il progetto fu interrotto prima di diventare operativo. Dal 1968, Kip Thorne iniziò uno studio sulle onde gravitazionali e relative sorgenti nello spazio presso il Caltech, e si convinse della possibilità di rilevarle con un esperimento. Un prototipo di un rilevatore interferometrico di onde gravitazionali fu costruito alla fine degli anni sessanta da Robert Forward con i colleghi del Hughes Research Laboratories (utilizzando degli specchi montati su di un supporto isolato), e negli anni settanta (utilizzando degli specchi sospesi e percorsi multipli del fascio laser) da Weiss presso il MIT, ed inoltre da Heinz Billing ed i suoi colleghi presso Garching in Germania, ed anche da Ronald Drever, James Hough ed i loro colleghi a Glasgow, Scozia.
Nel 1980, la NSF finanziò uno studio per la realizzazione di un grande interferometro da parte del MIT (Paul Linsay, Peter Saulson, Rainer Weiss), e l'anno seguente, il Caltech realizzò un prototipo da 40 metri (Ronald Drever e Stan Whitcomb). Lo studio del MIT stabilì la fattibilità di interferometri aventi una lunghezza dell'ordine del chilometro e con un'adeguata sensibilità.
Grazie all'influenza della NSF, il MIT ed il Caltech furono invitati a condurre insieme il progetto per la costruzione di un osservatorio per le onde gravitazionali (LIGO) basato sullo studio del MIT e sui lavori sperimentali del Caltech, del MIT, di Glasgow e di Garching. Drever, Thorne, e Weiss formarono un comitato strategico per la realizzazione del LIGO, tuttavia non riuscirono ad ottenere i finanziamenti per il progetto nel 1984 e neanche nel 1985. Nel 1986 il comitato fu sciolto e fu nominato un unico responsabile, Rochus E. Vogt. Nel 1988 una proposta di ricerca e sviluppo per il LIGO ottenne un finanziamento.
Tra il 1989 e il 1994 il progetto LIGO non riuscì a decollare né dal punto organizzativo che da quello scientifico; furono ottenuti risultati solo dal punto politico, ottenendo l'appoggio del Congresso degli Stati Uniti. Le richieste di finanziamento furono sempre rifiutate fino al 1991, quando il Congresso approvò un finanziamento di 23 milioni di dollari per il primo anno; tuttavia non furono raggiunti gli standard per poter ricevere i fondi e la NSF mise in dubbio la solidità tecnologica ed organizzativa del progetto. Nel 1992, il progetto LIGO fu rivisto nell'organizzazione e Drever non ne fece più parte direttamente. Problemi di gestione del progetto e preoccupazioni tecniche, evidenziati dalla NSF, portarono al congelamento dei finanziamenti nel 1993.
Nel 1994, dopo una consultazione fra la NSF, i coordinatori scientifici del progetto LIGO, il MIT ed il Caltech, il direttore Vogt si dimise e Barry Barish (Caltech) fu nominato nuovo direttore del progetto, e la NSF fece presente che il progetto LIGO aveva l'ultima possibilità per essere finanziato. Il team condotto da Barish propose un nuovo studio, un nuovo piano finanziario ed un nuovo progetto esecutivo che prevedeva un investimento superiore del 40% al precedente. Questa nuova proposta fu approvata dalla NSF, comprensiva dell'aumento del 40%. Nel 1994, con un finanziamento di 395 milioni di dollari, il progetto LIGO divenne il più grande e costoso progetto finanziato dalla NSF. Verso la fine del 1994 furono gettate le fondamenta per il primo rilevatore presso Hanford, nello stato di Washington, poi nel 1995, iniziarono i lavori anche per il secondo rilevatore a Livingston, in Louisiana. Mentre si completavano le costruzioni, nel 1997, Barish promosse la costituzione di due nuove istituzioni, il LIGO Laboratory ed la LIGO Scientific Collaboration (LSC). Il LIGO laboratory comprende le installazioni e le attrezzature finanziate dalla NSF. La LIGO Scientific Collaboration è un forum per lo sviluppo della ricerca e della tecnologia presso i laboratori del LIGO. Il direttore Barish affidò a Weiss il compito di portavoce di quest'ultima organizzazione.
Il rilevatore iniziò a operare nell'agosto del 2002, ma fino al 2010 non ottenne nessun risultato apprezzabile. Nel 2004, fu iniziato lo sviluppo del miglioramento della sensibilità del rilevatore (definito "Enhanced LIGO"). Questo portò al fermo del rilevatore per alcuni anni per permettere la sostituzione dei rilevatori originari e sostituirli con una nuova versione detta "Advanced LIGO". Molta parte del lavoro di ricerca e miglioramento tecnologico delle nuove macchine LIGO/aLIGO era basato sui lavori pionieristici del rilevatore GEO600 di Hannover, in Germania. Nel febbraio 2015, i nuovi rilevatori furono installati in entrambe le sedi del LIGO.
Alla metà di settembre 2015 fu completata la revisione totale, durata cinque anni e del costo di 200 milioni di dollari, che portò il costo totale del progetto LIGO a 620 milioni di dollari. Il 18 settembre 2015, l'Advanced LIGO iniziò la sua attività scientifica con una sensibilità quattro volte maggiore della versione iniziale dell'interferometro LIGO. La sensibilità del rilevatore verrà ulteriormente aumentata fino a raggiungere quella di progetto prevista per il 2021.
L'11 febbraio 2016, la LIGO Scientific Collaboration e la Virgo Collaboration pubblicarono un articolo sulla prima osservazione diretta di onde gravitazionali, costituita da un segnale distinto ricevuto alle 09.51 UTC del 14 settembre 2015 di due buchi neri aventi ~30 masse solari che si fondevano tra loro a circa 1,3 miliardi anni luce dalla terra.
Il 15 giugno 2016 è stato annunciato il secondo rilevamento di un'onda gravitazionale, anch'essa provocata dalla fusione di due buchi neri, rilevata il 26 dicembre 2015. La massa dei due buchi neri, distanti 1,4 miliardi di anni luce, coinvolti nell'evento è stimata tra le 14 e le 8 masse solari, molto inferiore a quella del primo evento rilevato; infatti, l'evento è stato evidenziato solo dall'elaborazione dei dati degli osservatori, in collaborazione con VIRGO.
Il 4 gennaio 2017 alle 10 e 11 minuti UTC è stato rilevato il terzo segnale, anch'esso prodotto dalla fusione di due buchi neri, distanti 3 miliardi di anni luce, aventi massa di 31 e 19 masse solari.

## Descrizione

Schema di un generico interferometro.

La missione di LIGO è di osservare le onde gravitazionali previste dalla teoria della Relatività Generale di Albert Einstein. Nell'estate del 2004 LIGO inizia la sua ricerca di onde gravitazionali create da eventi astronomici in cui sono coinvolte grandi masse in accelerazione come l'esplosione di una supernova, collisione e coalescenza di stelle di neutroni, la formazione di buchi neri, la fusione tra buchi neri di massa stellare, la rotazione di stelle di neutroni dalla forma distorta e, infine, il residuo di onde gravitazionali create con la nascita dell'universo.
LIGO gestisce contemporaneamente due osservatori di onde gravitazionali:
- l'osservatorio Livingston, situato a Livingston, ospita un interferometro di Michelson che consiste in un gigantesco tunnel vuoto a forma di L, lungo 4 km per lato, alle cui estremità si trovano degli specchi sospesi. Il raggio laser nell'interferometro può rilevare le piccolissime deformazioni dello spaziotempo causate dalle onde gravitazionali;
- l'osservatorio Hanford, situato nei pressi di Richland, ospita un interferometro laser identico a quello dell'osservatorio Livingston. Inoltre ne esiste uno di dimensioni minori, ma non meno complicato, alloggiato in parallelo. Il secondo rilevatore è la metà in lunghezza (2 km) e di conseguenza anche la sua sensibilità è dimezzata.

Le onde gravitazionali che sono originate a centinaia di milioni di anni luce dalla Terra dovrebbero distorcere i 4 chilometri di spazio tra gli specchi di circa 10×10−18 m (come confronto, un atomo di idrogeno è circa 5×10−11 m).